# تردید در درخشش
تردید در درخشش (به انگلیسی: Glory Daze) فیلمی محصول سال ۱۹۹۵ و به کارگردانی ریچ ویلکس است. در این فیلم بازیگرانی همچون بن افلک، سام راکول، مگان وارد، فرنچ استوارت، متیو مک‌کانهی، کریستین باور وان استراتن، مری وارناف، جان ریس-دیویس، آلیسا میلانو، اسپالدینگ گری ایفای نقش کرده‌اند.